# ひこうき雲 -七枚の手紙-
ひこうき雲　-七枚の手紙-（ひこうきぐも　-ななまいのてがみ-）は、2009年8月に上演されたミュージカル。沖縄地上戦で実際に起こった出来事に基づいて作られた物語である。

## 公演概要
- 会場：帝国劇場
- 公演日時：2009年8月1日～8月16日

## 内容
- 子役はオーディションによって選抜された。

## 出演者
- 山越久恵（先生） - 佐野洋子
- アメリカ兵 - ジョン・ファリア、マサト・ベック、ニコラス・チェン
- 父 - 小泉理人
- 母 - 倉田祥子

### 空組
- 【役名‐役者名】
- 中野和美 - 服部杏奈
- 斎藤春子 - 石井美結希
- 宮澤多美子 - 長岡桃
- 塀内和雄 - 藤野翔太
- 寺元一平 - 辻本亮

### 海組
- 中野和美 - 村田藍子
- 高野早苗 - 大野優花
- 斎藤春子 - 広瀬真優
- 宮澤多美子 - 田代りさ
- 塀内和雄 - 文山雄大
- 寺元一平 - 小川純一郎
- 石塚藤子 - 岡部紗奈

### その他
- 広子 - 白井奈々
- 嵩 - 米野和輝
- 沙織 - 長岡りさ
- 煕 - 寺島秀斗
- 加代子 - 志田彩

- 生徒 - 井下聡志、RYOKI、松原萌花、野中瑠璃、笠松実里、田原エミリ、吉田有紗、石原龍馬